# Xã Frankfort, Quận Will, Illinois
Xã Frankfort (tiếng Anh: Frankfort Township) là một xã thuộc quận Will, tiểu bang Illinois, Hoa Kỳ. Năm 2010, dân số của xã này là 57.055 người.